# Baltimore Colts 1978
La stagione 1978 dei Baltimore Colts è stata la 26ª della franchigia nella National Football League. Guidati dall'allenatore al quarto anno Ted Marchibroda, i Colts conclusero con un record di 5 vittorie e 11 sconfitte, precipitando al quarto posto posto della AFC East dopo tre titoli di division consecutivi.

## Roster
| Roster dei Baltimore Colts nel 1978 |
| --- |
| Quarterback - 7 Bert Jones - 15 Mike Kirkland - 12 Bill Troup Running Back - 36 Don Hardeman FB - 48 Roosevelt Leaks FB - 34 Ron Lee - 23 Don McCauley - 20 Joe Washington Wide Receiver - 84 Randy Burke - 81 Roger Carr - 35 Glenn Doughty - 80 Marshall Johnson KR/PR - 45 Mike Siani Tight End - 83 Mack Alston - 86 Reese McCall Offensive Linemen - 60 Ron Baker G - 50 Forrest Blue C - 69 Wade Griffin T - 62 Ken Huff G - 57 Ken Mendenhall C - 79 Don Morrison T - 61 Robert Pratt G - 67 Bob Van Duyne T Defensive Linemen - 63 Mike Barnes DT - 72 Fred Cook DE - 78 John Dutton DE - 76 Joe Ehrmann DT - 66 Greg Marshall DT - 88 Herb Orvis DT - 71 Mike Ozdowski DE - 74 Dave Rowe DT Linebacker - 58 Derrel Luce OLB - 52 Tom MacLeod OLB - 55 Stu O'Dell OLB - 51 Calvin O'Neal MLB - 54 Sanders Shiver OLB - 56 Ed Simonini MLB - 53 Stan White OLB Defensive Back - 47 Tim Baylor FS/SS - 44 Lyle Blackwood FS/SS - 28 Dwight Harrison CB/SS - 40 Bruce Laird SS - 42 Lloyd Mumphord CB/FS - 30 Doug Nettles CB - 25 Ray Oldham CB - 43 Norm Thompson CB Special Team - 49 David Lee P - 2 Toni Linhart K Lista delle riserve - 75 George Kunz T (IR) |
| Legenda - I rookie sono in corsivo. - Il primo ruolo è il principale mentre gli eventuali successivi indicano i ruoli secondari. - (IR) sta per Injured Reserve ed indica la lista ristretta per un solo giocatore infortunato che può tornare ad allenarsi dopo la settimana 6 e a rientrare in prima squadra dopo che questa ha giocato 8 partite. - (NF-Inj.) / (NF-Ill.) stanno rispettivamente per Non-Football Injured e Non-Football Illness ed indicano le liste dove viene inserito un giocatore che ha un infortunio o una malattia non dipendente dal football americano. - (PUP) sta per Physically Unable to Perform ed indica la lista dove viene inserito un giocatore mentre è in attesa di recuperare la condizione fisica. Nella stagione regolare dopo la sesta partita giocata dalla propria squadra, il giocatore ha tempo tre settimane per riprendere ad allenarsi, più tre settimane aggiuntive dal suo rientro agli allenamenti per rientrare in prima squadra. |

## Calendario
| Stagione regolare |              |                         |           |        |                        |          |
| Turno             | Data         | Avversario              | Rosiltato | Record | Stadio                 | Pubblico |
| 1                 | 4 settembre  | at Dallas Cowboys       | S 0–38    | 0–1    | Texas Stadium          | 64,224   |
| 2                 | 10 settembre | Miami Dolphins          | S 0–42    | 0–2    | Memorial Stadium       | 47,730   |
| 3                 | 18 settembre | at New England Patriots | V 34–27   | 1–2    | Schaefer Stadium       | 57,284   |
| 4                 | 24 settembre | at Buffalo Bills        | S 17–24   | 1–3    | Rich Stadium           | 55,270   |
| 5                 | 1º ottobre   | Philadelphia Eagles     | S 14–17   | 1–4    | Memorial Stadium       | 50,314   |
| 6                 | 8 ottobre    | at St. Louis Cardinals  | V 30–17   | 2–4    | Busch Memorial Stadium | 47,479   |
| 7                 | 15 ottobre   | New York Jets           | S 10–33   | 2–5    | Memorial Stadium       | 45,563   |
| 8                 | 22 ottobre   | Denver Broncos          | V 7–6     | 3–5    | Memorial Stadium       | 54,057   |
| 9                 | 29 ottobre   | at Miami Dolphins       | S 8–26    | 3–6    | Miami Orange Bowl      | 53,524   |
| 10                | 6 novembre   | Washington Redskins     | V 21–17   | 4–6    | Memorial Stadium       | 57,631   |
| 11                | 12 novembre  | at Seattle Seahawks     | V 17–14   | 5–6    | Kingdome               | 61,905   |
| 12                | 19 novembre  | Cleveland Browns        | S 24–45   | 5–7    | Memorial Stadium       | 45,341   |
| 13                | 26 novembre  | New England Patriots    | S 14–35   | 5–8    | Memorial Stadium       | 42,828   |
| 14                | 3 dicembre   | at New York Jets        | S 17–30   | 5–9    | Shea Stadium           | 50,248   |
| 15                | 9 dicembre   | at Pittsburgh Steelers  | S 13–35   | 5–10   | Three Rivers Stadium   | 41,957   |
| 16                | 17 dicembre  | Buffalo Bills           | S 14–21   | 5–11   | Memorial Stadium       | 25,415   |

## Classifiche
| AFC East                |    |    |   |      |      |      |     |     |     |
|                         | V  | S  | P | %    | CONF | DIV  | PF  | PS  | STR |
| New England Patriots(2) | 11 | 5  | 0 | .688 | 6–2  | 9–3  | 358 | 286 | S1  |
| Miami Dolphins(4)       | 11 | 5  | 0 | .688 | 5–3  | 8–4  | 372 | 254 | V3  |
| New York Jets           | 8  | 8  | 0 | .500 | 6–2  | 7–5  | 359 | 364 | S2  |
| Buffalo Bills           | 5  | 11 | 0 | .313 | 2–6  | 4–10 | 302 | 354 | V1  |
| Baltimore Colts         | 5  | 11 | 0 | .313 | 1–7  | 3–9  | 240 | 421 | S5  |